# Wilhelm Brandt (Reeder)
Wilhelm Brandt (* 1. Januar 1778 in Hamburg; † 5. August 1832 in Archangelsk) war ein deutscher Großkaufmann und Reeder.

## Leben

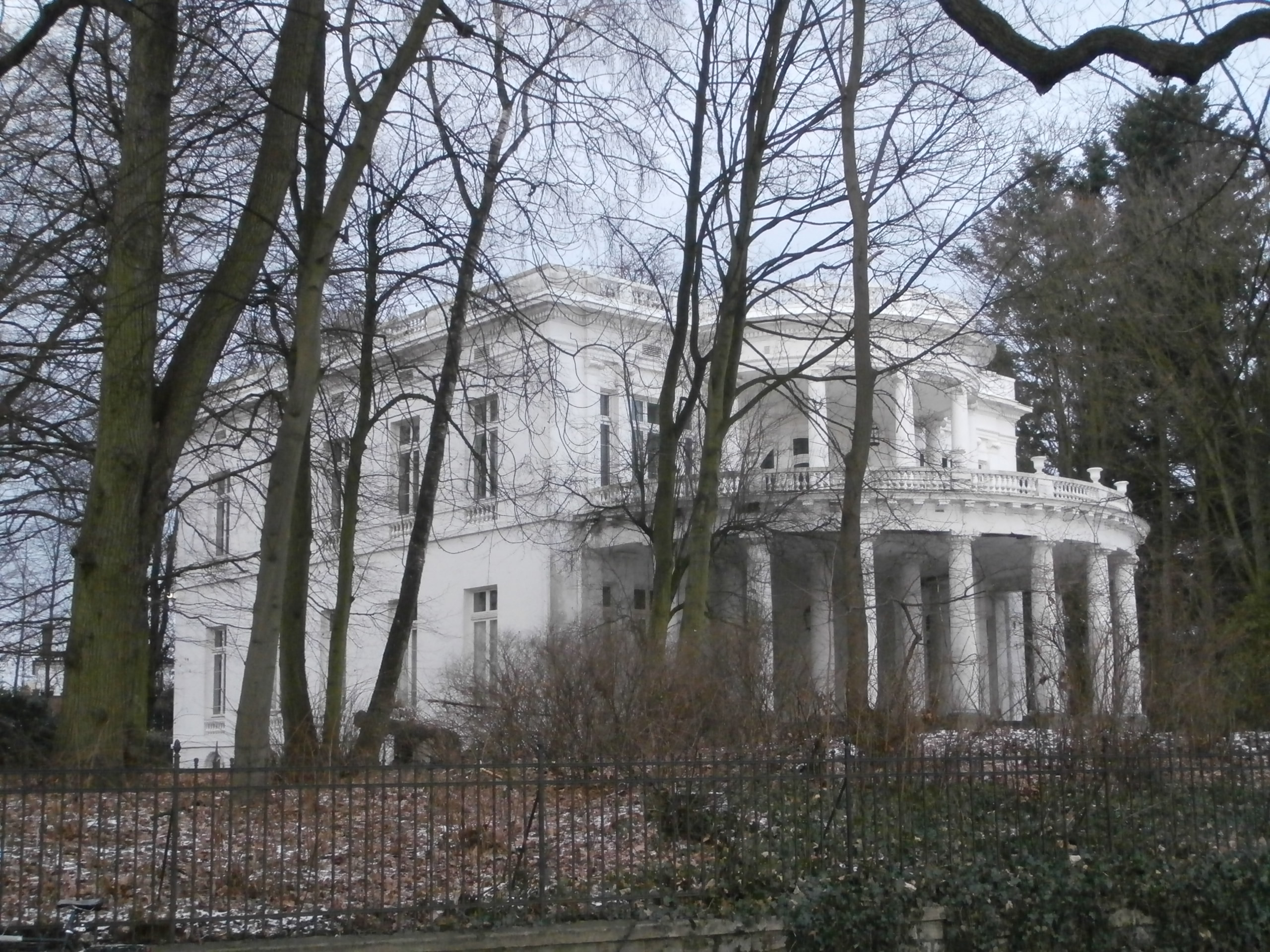
Säulenvilla an der Elbchaussee 186 in Hamburg

Die Familie war aus Pommern nach Hamburg eingewandert. Der Vater Johann Wilhelm Brandt (1736–1800) war Schiffsmakler in Hamburg.
Wilhelm Brandt gründete 1802 in Archangelsk ein Kommissionshandelshaus. 1805 ließ sich sein Bruder, Emanuel Heinrich Brandt (1776–1852), in London als Vertreter des Archangelsker Handelshauses nieder, woraus die Handelsbank „William Brandt's Sons and Co.“ hervorging.
1810 gründete Wilhelm Bandt eine Zuckerfabrik, die bald ganz Nordrussland versorgte. Nach 1816 besaß sein Handelshaus mit 20 Seglern die größte Hausflotte von Archangelsk und Sankt Petersburg. Nach dem Vorbild eines Schlösschens auf der Krim ließ er sich 1819 von dem dänischen Architekten Axel Bundsen eine prachtvolle Säulenvilla an der Elbchaussee 186 bauen.
Brandt war seit 1825 Kommerzienrat, Generalkonsul für Hamburg und Konsul für Bremen und die Niederlande. Seine Söhne führten die Geschäfte in Russland teilweise bis 1917 weiter. Er war in erster Ehe mit Wendeline van Brienen (1788–1826) und in zweiter Ehe mit Mary Crowe (1804–1879) verheiratet. Einer seiner Söhne aus erster Ehe, Robert (1824–1887), war Maler in Rom.